# 鄂霍特河
鄂霍特河是俄羅斯的河流，位於哈巴羅夫斯克邊疆區，發源自孫塔爾哈亞塔山脈，最終在鄂霍次克附近注入鄂霍次克海，河道全長393公里，流域面積19,100平方公里，河道下游可讓船隻航行。